# گلایریچ

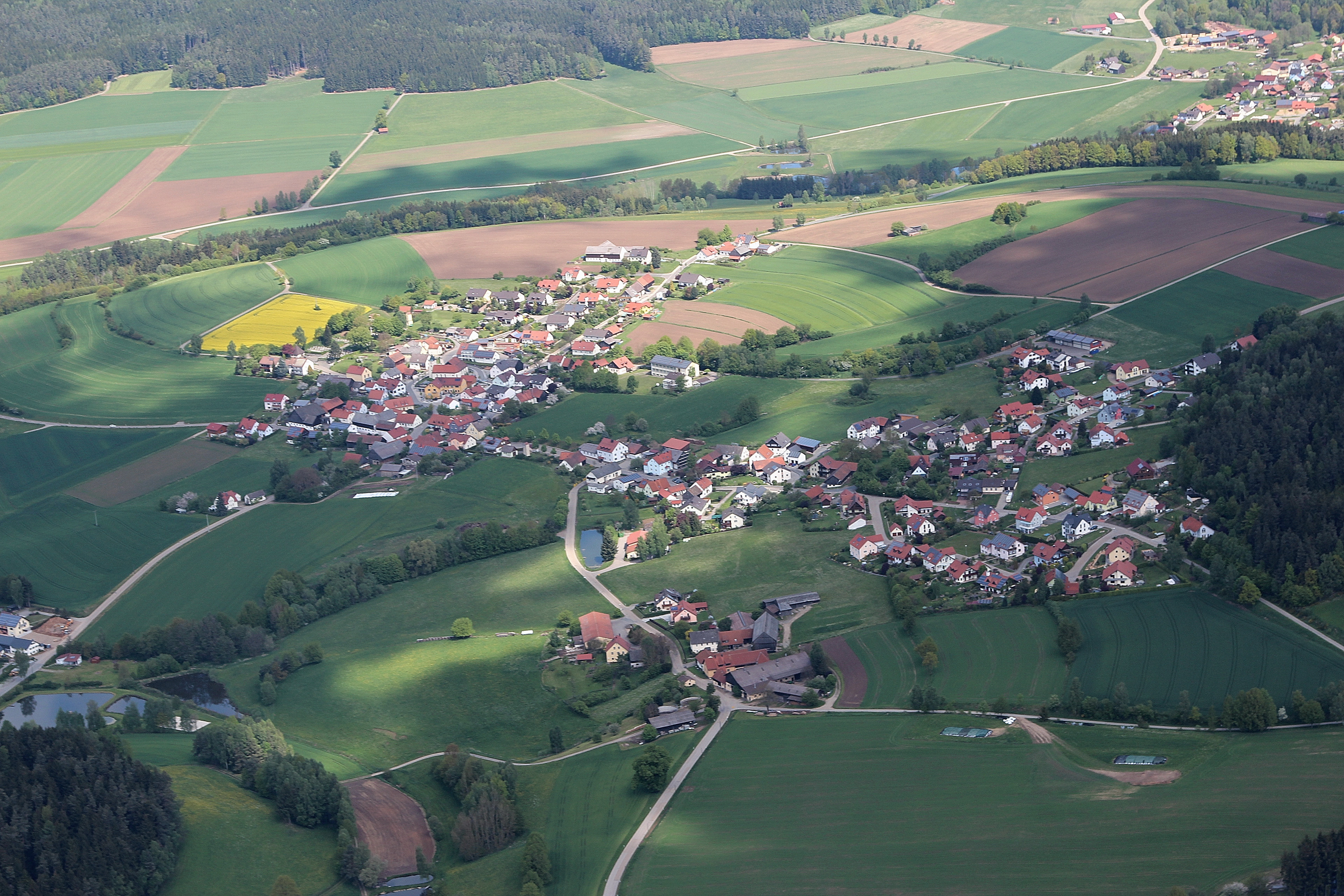
Gleiritsch (2014)

گلایریچ (به آلمانی: Gleiritsch) یک شهر در آلمان است که در بایرن واقع شده‌است.

## خصوصیات
گلایریچ ۱۰٫۹۴ کیلومترمربع مساحت دارد ۴۹۳ متر بالاتر از سطح دریا واقع شده‌است.